# Muraji
Muraji (連?) era una carica nobiliare ereditaria che fu in vigore in Giappone. Nel periodo compreso tra la fine del V secolo d.C. ed il 684, fu il più alto fra gli incarichi statali assieme a quello degli Omi. Mentre questi ultimi si occupavano di affari prevalentemente politici, i Muraji erano maestri delle cerimonie legate all'antica tradizione shintoista.
Le notizie riguardanti l'organizzazione statale giapponese di quel periodo sono riportate negli Annali del Giappone (日本紀?, Nihongi o Nihonshoki) e nelle Cronache degli antichi eventi (古事記?, Kojiki), testi che furono compilati all'inizio dell'VIII secolo.
Le antiche fonti segnalano come gli Omi fossero imparentati con la casa imperiale, anche attraverso i matrimoni delle loro figlie con i sovrani, mentre le leggendarie origini dei Muraji, secondo i Kojiki, risalivano agli albori della storia giapponese, quando i loro discendenti furono i Kami che aiutarono la principale divinità della tradizione del paese, la dea Amaterasu (Amaterasu-ō-mi-kami?, 天照大御神, letteralmente "Grande dea che splende nei cieli").
Le cariche di Muraji erano ereditarie e furono appannaggio dei clan più potenti della corte di Yamato, l'antica provincia i cui sovrani unificarono il Giappone. Tra le famiglie più rappresentative dei Muraji vi furono le seguenti:
- Clan Mononobe, i cui capi erano i comandanti dell'esercito. Le discipline militari rientravano nella sfera religiosa, e sono tuttora diverse le divinità shintoiste (Kami) che proteggono i guerrieri giapponesi, così come san Giorgio è per i cristiani il patrono degli uomini d'arme. In particolare i Mononobe avevano l'incarico di guardia del santuario Isonokami, al cui interno era custodito un grande arsenale di armi.[3]
- Clan Ōtomo, i cui capi erano gli ammiragli della marina militare
- Clan Nakatomi, i cui capi erano i maestri cerimonieri dei sacri rituali shinto di corte

Ai più potenti Muraji, al pari dei più potenti Omi, venne aggiunto il prefisso "grande" (大?, Ō) e furono chiamati Ōmuraji (大連?). Tra i vari Ōmuraji menzionati nei Nihongi, vi furono Mononobe no Ikofutsu (物部伊莒弗?), durante il regno dell'imperatore Richū, Ōtomo no Muroya (大伴室屋), Ōtomo no Kanamura (大伴金村), Mononobe no Me (物部目), Mononobe no Arakabi (物部麁鹿火), Mononobe no Okoshi (物部尾輿), Mononobe no Moriya (物部守屋) e Nakatomi no Kamatari (中臣 鎌足).
Nel 538, secondo i Nihongi, o nel 552 secondo i Kojiki, con l'introduzione a corte del buddhismo, promossa dagli Ōomi del clan Soga, i Muraji, tradizionalmente legati alla tradizione shintoista, si opposero alla nuova religione, ed in particolare i Mononobe ed i Nakatomi diedero vita ad aspre lotte contro il clan rivale, che avrebbero caratterizzato oltre cento anni della storia del paese.
Dopo i primi successi dei Muraji, che riuscirono a cacciare i monaci buddhisti inviati dal regno coreano di Baekje, prima durante il regno dell'imperatore Kinmei e poi durante quello di Bidatsu, i Soga riuscirono ad ottenere l'egemonia nel 587, sconfiggendo nella battaglia di Shigisan le truppe dei Mononobe. Il potere dei Soga, che corrispose ad un periodo fiorente della storia giapponese, durò fino al 645 quando, in un complotto ordito da Nakatomi no Kamatari e dal futuro imperatore Tenji, furono uccisi i capi dei Soga, decretando la distruzione del clan e la fine delle ostilità.
Negli anni seguenti, le riforme dei Soga vennero modificate con gli editti di riforma di Taika, compilati secondo i voleri dell'imperatore Tenji e di Nakatomi no Kamatari, che divenne il più influente consigliere del sovrano. Ricevette il feudo di Fujiwara ed il suo ramo del clan Nakatomi prese il nome di clan Fujiwara, che avrebbe avuto il controllo della corte imperiale fino alla fine del XII secolo.
Nel 684 le cariche dei più alti funzionari e cerimonieri di corte, che venivano chiamate kabane, furono ufficialmente riformulate. Al livello più alto vennero posti i discendenti diretti degli imperatori ed al secondo i maggiori consiglieri del sovrano, gli Ason. Il primo era stato Kamatari, malgrado fosse morto alcuni anni ed avesse esercitato tale funzione prima di questa riformulazione. I Muraji, che fino ad allora erano stati secondi solo agli Omi nella gerarchia nobiliare, scesero al settimo posto della stessa.
Nei secoli successivi, con il progressivo dissolversi dei clan e l'affermazione di altre gerarchie, il sistema dei kabane, e con esso il titolo di Muraji, caddero in disuso.